# Nebrioporus melanogrammus
Nebrioporus melanogrammus är en skalbaggsart som först beskrevs av Régimbart 1899.  Nebrioporus melanogrammus ingår i släktet Nebrioporus och familjen dykare. Inga underarter finns listade i Catalogue of Life.